# Jachenhausen
Das Pfarrdorf Jachenhausen ist ein Ortsteil der im niederbayerischen Landkreis Kelheim gelegenen Stadt Riedenburg.

## Geographie
Das Pfarrdorf Jachenhausen liegt auf der Jura-Hochebene über dem Altmühltal fünf Kilometer nördlich von Riedenburg. Geologisch zählt das Gebiet um Jachenhausen zur südlichen Frankenalb.

## Geschichte
Eine erste Kirche in Jachenhausen wurde vermutlich schon Anfang des 12. Jahrhunderts errichtet. Die Pfarrei war von 1286 bis in das 16. Jahrhundert dem Kloster Biburg inkorporiert, dann übte das Präsentationsrecht das Jesuitenkolleg Ingolstadt aus.  Die im Kern mittelalterliche katholische Pfarrkirche St. Oswald wurde wohl im 17. Jahrhundert neu errichtet und 1880 nach Westen verlängert.
Durch die zu Beginn des 19. Jahrhunderts im Königreich Bayern durchgeführten Verwaltungsreformen wurde der Ort mit Sankt Ursula zu einer eigenständigen Landgemeinde, die am 1. Januar 1972 nach Riedenburg eingegliedert wurde.
Das „Haarlemer Exemplar“ eines Archaeopteryx wurde schon 1855 in einem Steinbruch bei Jachenhausen gefunden, aber erst 1970 durch John Ostrom Archaeopteryx zugeordnet. Das Fragment ist in Besitz des Teylers Museum, Haarlem. Heute wird vermutet, dass  es sich um einen Theropoden handelt, der nah mit Anchiornis verwandt ist.

## Sehenswürdigkeiten
- Katholische Pfarrkirche St. Oswald
- Pfarrhof in Jura-Bauweise
- Ehemaliger Steinbruch N von Jachenhausen[5]